# Estadi Ljudski vrt
L'Estadi Ljudski vrt és un estadi multiús situat a la ciutat de Maribor, a Eslovènia. Es tracta d'un símbol de Maribor i es troba en el marge esquerre del riu Drava.
L'estadi és l'estadi local de futbol del NK Maribor i una de les seus principals de l'equip de futbol d'Eslovènia. La capacitat actual de l'estadi és 12.435 seients coberts. A més de l'estadi de futbol és també l'amfitrió de molts esdeveniments musicals.

## Història
El nom de l'estadi prove del parc públic Ljudski vrt («parc popular») de Maribor, plantat el 1873, al lloc que durant segles va ser cementiri, i que aleshores es trobava fora de la ciutat.
El parc es va convertir més tard en un camp de pràctiques i el 1920 s'hi va construir el primer camp de futbol.
Des de 1962, l'estadi va passar a través de quatre renovacions. La més notable va ser l'última des del 2006 fins al 2008 quan l'estadi va ser completament renovat i ara té una capacitat de 12.435 seients coberts. El nombre de places s'incrementarà a un total de 13.000 seients en la següent fase de la renovació que haurà de concloure el 2010, per al 50è aniversari del club.

## Futbol
L'estadi es fa servir principalment per al futbol i és la seu del club de futbol NK Maribor. És el símbol del club i un dels símbols esportius més reconeguts a Eslovènia. A més de ser la terra natal del NK Maribor, l'estadi també va ser amfitrió de partits de la Selecció de futbol d'Eslovènia i va ser l'única seu en la fase de classificació per al Mundial 2010.
Per als partidaris locals, l'estadi es coneix com a Hram Nogometni (temple de futbol) i la mateixa superfície de joc Sveta Trava (santa herba). Això és probablement a causa del gran èxit que el club ha tingut en aquest estadi, però potser també perquè hi havia a la zona un cementiri abans de construir l'estadi.

### Partits de laselecció nacional
| Data                    | Competició                                                     | Oponent              | Resultat | Assistència | Capacitat % |
| ----------------------- | -------------------------------------------------------------- | -------------------- | -------- | ----------- | ----------- |
| 27 d'abril del 1994     | Amistós                                                        | Xipre                | 3-0      | 3.000       | 41,67%      |
| 7 de setembre del 1994  | Classificació Eurocopa 1996                                    | Itàlia               | 1-1      | 6.000       | 83,33%      |
| 16 de novembre del 1994 | Classificació Eurocopa 1996                                    | Lituània             | 1-2      | 4.000       | 55,55%      |
| 29 de març del 1995     | Classificació Eurocopa 1996                                    | Estònia              | 3-0      | 3.000       | 41,67%      |
| 14 de novembre del 1998 | Classificació Eurocopa 2000                                    | Letònia              | 1-0      | 4.000       | 55,55%      |
| 9 de novembre del 1999  | Classificació Eurocopa 2000                                    | Grècia               | 0-3      | 3.000       | 29,52%      |
| 20 d'agost del 2008     | Amistós                                                        | Croàcia              | 2-3      | 11.100      | 89,26%      |
| 10 de setembre del 2008 | Classificació de la Copa del Món de futbol 2010-UEFA           | Eslovàquia           | 2-1      | 11.000      | 88,46%      |
| 11 de novembre del 2008 | Classificació de la Copa del Món de futbol 2010-UEFA           | Irlanda del Nord     | 2-0      | 12.435      | 100%        |
| 19 de novembre del 2008 | Amistós                                                        | Bòsnia i Hercegovina | 3-4      | 12.000      | 96,50%      |
| 28 de març del 2009     | Classificació de la Copa del Món de futbol 2010-UEFA           | República Txeca      | 0-0      | 12.435      | 100%        |
| 12 d'agost del 2009     | Classificació de la Copa del Món de futbol 2010-UEFA           | San Marino           | 5-0      | 6.000       | 48,25%      |
| 9 de setembre del 2009  | Classificació de la Copa del Món de futbol 2010-UEFA           | Polònia              | 3-0      | 12.435      | 100%        |
| 18 de novembre del 2009 | Classificació de la Copa del Món de futbol 2010-UEFA - repesca | Rússia               | 1-0      | 12.510      | 100,60%     |
| 3 de març del 2010      | Amistós                                                        | Qatar                | 4-1      | 4.900       | 39,41%      |
| 4 de juny del 2010      | Amistós                                                        | Nova Zelanda         | 3-1      | 10.965      | 88,18%      |
| 3 de setembre del 2010  | Classificació per a l'Eurocopa 2012                            | Irlanda del Nord     | TBD      | TBD         | TBD         |
| 7 de juny del 2011      | Amistós                                                        | Macedònia            | TBD      | TBD         | TBD         |
| 11 d'octubre del 2011   | Classificació per a l'Eurocopa 2012                            | Sèrbia               | TBD      | TBD         | TBD         |

Nota: L'estadi Ljudski vrt tenia una capacitat de 7,200 fins al 1999 i de 10,160 fins al 2008. Des de 2008 la capacitat de l'estadi és de 12.435 seients.

## Cultura
A causa de l'excel·lent acústica de l'estadi s'hi organitzen sovint concerts i altres espectacles culturals. Una de les més recents va ser Zorba the Greek que va tenir una assistència d'unes 6.000 persones.

## Rècords
La major assistència en un partit de futbol a Ljudski VRT és del voltant de 20.000 assolit quan existia la SFR Iugoslàvia. L'estadi té el rècord d'espectadors en un partit de lliga de futbol d'Eslovènia. Això es va aconseguir en l'últim partit de la temporada 1996/97 contra el NK Beltinci. 14.000 persones es van reunir per veure aquest partit.
El màxim d'espectadors en un partit de futbol a casa de l'equip de futbol d'Eslovènia és 12.510 persones. Ljudski VRT també té el rècord d'assistència mitjana en una temporada de lliga eslovena(6000).